# 新乾站
新乾站（韓語：신건역）是朝鮮民主主義人民共和國咸镜北道慶源郡新乾里的一個鐵路車站，属于咸北线和古乾原線。

## 邻近车站
咸北线
龙堂里站 - 新乾站 - 新阿山站
古乾原線
新乾站 - 古乾原站